# Janneke Wittekoek
Marianne E. (Janneke) Wittekoek (Geldrop, 1969) is een Nederlands cardioloog en ondernemer in de zorg. Zij treedt op in de televisieprogramma's De dokters, Je lijf, je leven, Galileo en Hoe word ik 100? Ook schrijft zij columns in verschillende media.

## Biografie
Haar middelbareschoolopleiding doorliep Wittekoek eerst op Greenwich Highschool in Connecticut, daarna aan het Hertog Jan College. In de periode 1988-1992 studeerde zij gezondheidswetenschappen aan de Universiteit Maastricht en behaalde daar het MSc-diploma. Aansluitend deed zij twee jaar lang PhD-onderzoek aan Queen's University in het Canadese Kingston. In 1998 promoveerde zij op de erfelijkheid van hypercholesterolemie. Vervolgens studeerde zij geneeskunde aan de Universiteit van Amsterdam, waar zij in 2001 cum laude afstudeerde. Haar opleiding tot cardioloog voltooide zij in 2008 bij het AMC Amsterdam. Vervolgens werd zij medisch directeur bij het Cardiologie Centrum Almere, tot augustus 2012. In 2013-14 deed ze een opleiding aan de Harvard Business School.
In 2013 richtte zij HeartLife op, een kliniek in Utrecht die zich richt op zowel de behandeling als de preventie van hart- en vaatziekten. De kliniek geeft daarbij speciale aandacht aan hart- en vaatziekten bij vrouwen. In 2008 werd zij bestuurslid bij het Dutch Committee of Cardiovascular Prevention and Cardiac Rehabilitation, een functie die zij in 2019 nog steeds bekleedt.
Tussen 2014 en januari 2019 was zij medisch directeur bij de stichting LEEFH (Landelijk Expertisecentrum Erfelijkheidsonderzoek Familiaire Hart -en vaatziekten). Sinds januari 2017 is zij lid van de raad van toezicht van het Nederlands Slaapinstituut.
In februari 2017 verscheen het boek Het Vrouwenhart.
In november 2019 richtten Janneke Wittekoek, psychiater Esther van Fenema en longarts Wanda de Kanter de politieke partij NLBeter op, uit onvrede over het in hun ogen falende zorgsysteem.
In 2021 ontwikkelde Wittekoek een game waarmee vrouwen met overgangsklachten kunnen werken aan een gezondere leefstijl. Het is de start van een onderzoek naar de effecten van hun leefstijl op cholesterol, bloeddruk en suikerspiegel.
In mei 2025 verscheen het boek Het Mannenhart.

## Visie op hartziekten
In 2017 zijn hart- en vaatziekten wereldwijd doodsoorzaak nummer één, zowel bij mannen als bij vrouwen. Volgens Wittekoek worden hartziekten bij vrouwen vaak niet onderkend, en verloopt slagaderverkalking bij het vrouwenhart anders dan het mannenhart. Hartklachten manifesteren zich bij hen dan ook anders. Terwijl bij mannen veelal een blokkade in de kransslagader optreedt, raken bij vrouwen de kleine hartvaatjes aangetast, over een groter gebied verspreid. Dit wordt microvasculair syndroom genoemd.
Omdat de ziekte niet herkend wordt, en bij vrouwen gemiddeld tien jaar later optreedt dan bij mannen, is de kans op overlijden na het eerste hartinfarct twee keer groter bij vrouwen dan bij mannen.
Tachtig procent van de hartziekten bij vrouwen wordt veroorzaakt door een ongezonde levensstijl, zoals te weinig bewegen, slecht slapen en ongezond eten, maar vooral ook roken.
Omdat de cardiologie nog geen harde richtlijnen heeft voor vrouwen, schreef Wittekoek samen met Yolande Appelman een leidraad Cardiovasculair Risicomanagement (CVRM). Zij is van mening dat de drempelwaarden voor behandeling van een te hoog cholesterolgehalte of een te hoge bloeddruk te hoog zijn en dat voor vrouwen lagere waarden moeten gelden.
Wittekoek pleit er dan ook voor om ook bij jonge mensen jaarlijks bloeddruk en cholesterol te bepalen, zodat mensen dit ook zelf kunnen volgen. Ook pleit zij, samen met hoogleraar Angela Maas, voor meer bewustwording van de andere symptomen, onder vrouwen zelf, onder cardiologen en bij huisartsen.

## Onderscheidingen
In 2018 ontving Wittekoek de Vrouw in de Media Award voor haar optredens in de media.

## Privé
In haar vrije tijd is Wittekoek hardloopster, zij loopt onder andere marathons. Zij is gehuwd en heeft twee kinderen.

## Publicaties (selectie)
- Familial hypercholesterolemia. Molecular genetics and clinical expression, proefschrift, 1998.[4]
- Richtlijnenvergelijking cardiovasculair risicomanagement, M.E. Wittekoek (red.), M. Rubens (red.), 2012
- The Business Case for Cascade Screening of Familial Hypercholesterolmia in the Netherlands: Highly Cost-Effective and Major Health Benefits, Janneke Wittekoek, Manon Houter, Sabine Frieser, Atherosclerosis Supplements, Volume 32, 6, 2018[18]
- Non-obstructive cardiovascular disease: a new challenge for invasive cardiology? M.E. Wittekoek, J.J. Piek (2018) 26:1-2[19]